# Karl Wittig

Karl Wittig

Karl Wittig (* 11. November 1890 in Berlin; † 4. September 1958 ebenda) war ein deutscher Radrennfahrer.
Er begann zunächst als Motorradfahrer und fuhr dann Steherrennen, ehe er sich dem Straßenradsport zuwandte. Karl Wittig gehörte gemeinsam mit Jean Rosellen und Erich Aberger zu den erfolgreichsten deutschen Straßenfahrern vor dem Ersten Weltkrieg. 1910 wurde er Deutscher Meister im Straßenrennen; im selben Jahr gewann er Rund um Köln. 1912 gewann er das österreichische Rennen Rund um die Gletscher und 1915 Rund um Berlin. Bei seinem Sieg im Rennen Rund um die Gletscher wurde er kurz nach der Zielankunft verhaftet und ins Gefängnis überführt. Ihm wurde vorgeworfen, auf der Strecke einen Mann überfahren zu haben. Erst nach Intervention des Tiroler Radfahrer-Verbandes, der den Schuldigen ermittelt hatte, wurde er am nächsten Tag entlassen und konnte seinen Preis empfangen.
Nach dem Krieg wandte sich Wittig, der zuvor schon einige wenige Sechstagerennen bestritten hatte, dem Stehersport zu. In dieser Disziplin wurde er dreimal (1920, 1921 und 1926) deutscher Meister und errang 1923 bei den UCI-Bahn-Weltmeisterschaften in Zürich die Bronzemedaille. 1920 gewann er den Großen Preis der Stadt Leipzig im Steherrennen.